# Prêmio Memorial Morris N. Liebmann IEEE
O prêmio inicialmente denominado Prêmio Memorial Morris Liebmann (em inglês:  Morris Liebmann Memorial Prize) e concedido pelo Instituto de Engenheiros de Rádio (em inglês:  Institute of Radio Engineers - IRE), atualmente denominado Prêmio Memorial Morris N. Liebmann IEEE (em inglês:  IEEE Morris N. Liebmann Memorial Award) foi criado em 1919 em memória do coronel Morris N. Liebmann. Foi inicialmente concedido a pessoas que "tornaram públicos durante o passado recente uma importante contribuição às comunicações por rádio". O prêmio continuou a ser concedido como Prêmio Memorial Morris N. Liebmann IEEE pelo Board of Directors do Instituto de Engenheiros Eletricistas e Eletrônicos (em inglês:  Institute of Electrical and Electronics Engineers - IEEE) depois que o IRE foi fundido no IEEE em 1963. O escopo foi mudado para "por contribuições importantes a tecnologias emergentes em anos recentes". Após 2000 o prêmio foi substituído pelo Prêmio Daniel E. Noble IEEE.

## Recipientes

### Prêmio Memorial Morris Liebmann[3]
- 1919 - Leonard Fuller
- 1920 - Roy Alexander Weagant
- 1921 - Raymond Heising
- 1922 - Charles Samuel Franklin
- 1923 - Harold Henry Beverage
- 1924 - John Renshaw Carson
- 1925 - Frank Conrad
- 1926 - Ralph Bown
- 1927 - Albert Hoyt Taylor
- 1928 - Walter Guyton Cady
- 1929 - Edward Appleton
- 1930 - Albert Hull
- 1931 - Stuart Ballantine
- 1932 - Edmond Bruce
- 1933 - Heinrich Barkhausen
- 1934 - Vladimir Zworykin
- 1935 - Frederick Britton Llewellyn
- 1936 - Browder J. Thompson
- 1937 - William H. Doherty
- 1938 - George Clark Southworth
- 1939 - Harald Trap Friis
- 1940 - Harold Alden Wheeler
- 1941 - Philo Farnsworth
- 1942 - Sergei Alexander Schelkunoff
- 1943 - Wilmer Lanier Barrow
- 1944 - William Webster Hansen
- 1945 - Peter Carl Goldmark
- 1946 - Albert Rose
- 1947 - John Robinson Pierce
- 1948 - Stuart William Seeley
- 1949 - Claude Shannon
- 1950 - Otto H. Schade
- 1951 - Robert B. Dome
- 1952 - William Bradford Shockley
- 1953 - John Robinson Pierce
- 1954 - Robert R. Warnecke
- 1955 - Arthur V. Loughren
- 1956 - Kenneth Bullington
- 1957 - Oswald Garrison Villard Jr..
- 1958 - Edward Ginzton
- 1959 - Nicolaas Bloembergen e Charles Hard Townes
- 1960 - Jan Aleksander Rajchman
- 1961 - Leo Esaki
- 1962 - Victor H. Rumsey
- 1963 - Ian Munro Ross

### Prêmio Memorial Morris N. Liebmann IEEE[3]
- 1964 - Arthur Schawlow
- 1965 - William Ralph Bennett Jr.
- 1966 - Paul K. Weimer
- 1968 - Emmett Leith
- 1969 - John Battiscombe Gunn
- 1970 - John A. Copeland
- 1971 - Martin Ryle
- 1972 - Stewart E. Miller
- 1973 - Nick Holonyak
- 1974 - Willard Boyle e George Smith
- 1975 - Andrew H. Bobeck, Paul Charles Michaelis e Henry Evelyn Derek Scovil
- 1976 - Herbert John Shaw
- 1977 - Horst H. Berger e Siegfried K. Wiedmann
- 1978 - Charles Kao, John MacChesney e Robert Maurer
- 1979 - Ping King Tien
- 1980 - Anthony J. DeMaria
- 1981 - Calvin Quate
- 1982 - John R. Arthur Jr. e Alfred Yi Cho
- 1983 - Robert W. Brodersen, Paul R. Gray e David A. Hodges
- 1984 - David E. Carlson e Christopher R. Wronski
- 1985 - Russell Dean Dupuis e Harold M. Manasevit
- 1986 - Bishnu S. Atal e Fumitada Itakura
- 1988 - James R. Boddie e Richard A. Pedersen
- 1989 - Takanori Okoshi
- 1990 - Satoshi Hiyamizu e Takashi Mimura
- 1991 - Morton B. Panish
- 1992 - Praveen Chaudhari, Jerome J. Cuomo e Richard J. Gambino
- 1993 - Jayant Baliga
- 1994 - Lubomyr Romankiw
- 1995 - M. George Craford
- 1996 - Seiki Ogura
- 1997 - Fujio Masuoka
- 1998 - Naoki Yokoyama
- 2000 - James S. Harris